# A Norfolk-sziget zászlaja
A Norfolk-sziget zászlaja Ausztrália külbirtokának nemzeti jelképe.

## Története
A zászló  először 1856-ban szerepelt hivatalos pecséten. A mai zászlót 1980. október 21-én fogadták el.

## Leírása
A zászló függőleges zöld- fehér- zöld sávokból áll. A zászló fehér sávjában megjelenő motívum egy Norfolk-szigeti fenyő (Araucaria heterophylla).